# Amores de Barrio Adentro
Amores de Barrio Adentro es una telenovela venezolana, realizada por la televisora estatal Venezolana de Televisión (VTV) en 2004, escrita por Rodolfo Santana y dirigida por Román Chalbaud; fue protagonizada por Jennifer Flores y Anthony Gómez junto a un reparto coral.
Fue la última telenovela producida y transmitida por VTV.

## Sinopsis
Lucinda (Jennifer Flores) una estudiante de sociología y simpatizante del chavismo de la barriada Buenaventura conoce a Alfonso (Anthony Gómez) un periodista neutral, estos terminan enamorándose uno del otro, en medio de los diversos conflictos sociopolíticos de la "polarización política" en los que transcurría Venezuela a inicios del 2000. Esta pareja más sus familiares, amigos y otros personajes deberán enfrentar y sobrellevar los eventos del paro de 2001, el golpe de Estado de 2002 y el paro petrolero en Venezuela de 2002-2003.

## Críticas
La telenovela fue criticada y acusada de ser un medio de "propaganda chavista" al ser transmitida a fechas próximas al referéndum revocatorio presidencial del 15 de agosto de 2004.